# Porsche 787
Porsche 787 je Porschejev dirkalnik Formule 1, ki je bil v uporabi v sezonah 1961 in 1962, ko so z njim dirkali Dan Gurney, Joakim Bonnier, Edgar Barth in Ben Pon. Skupaj so nastopili le na štirih dirkah, najboljši rezultat dirkalnika 787 pa je dosegel Gurney z desetim mestom na dirki za Veliko nagrado Nizozemske v sezoni 1961. Edini drugi uvrstitvi je dosegel Bonnier, ki je bil na omenjeni dirki enajsti, na dirki za Veliko nagrado Monaka v isti sezoni pa dvanajsti. Motor je imel delovno prostornino 1,498 cm³ in je lahko razvil moč 190 KM pri 8000 rpm. Dirkalnik je tehtal 456 kg in imel medosno razdaljo 2300 mm. 